# Class 465
De Class 465 is een in Groot-Brittannië gebruikt treinstel bestemd voor personenvervoer.
De Class 465 treinstellen krijgen allemaal een opfrisbeurt waarbij het interieur wordt opgeknapt en de buitenkant wordt herschilderd.

## Productie en nummering
| Class       | Bouwjaar | Fabrikant                   | Nummering  | Opmerkingen                                                                                               |
| ----------- | -------- | --------------------------- | ---------- | --- |
| Class 465/0 | 1991-93  | BREL                        | 465001-050 | - Herschilderde units: 465002/004/008-012/015-017/019-020/022/024-028/030-031/033-034/036-038/044/047/049 |
| Class 465/1 | 1993-94  | ABB                         | 465151-197 | - Herschilderde units: 465151/153-154/177/182                                                             |
| Class 465/2 | 1991-93  | GEC Alsthom (Metro-Cammell) | 465235-250 | - Herschilderde units: 465235/237/240-241/243                                                             |
| Class 465/3 | 1992     | ABB                         | 465301     | Voorloper van de (Class 365)                                                                              |
| Class 465/9 | 1991-93  | GEC Alsthom (Metro-Cammell) | 465901-934 | Omgebouwde465/2 units. (465201 - 465234) - Herschilderde units: 465905-907/910/913/916/923-924.           |